# Sinead Kavanagh
Sinead Kavanagh (Inchicore, Dublín; 1 de febrero de 1986) es una artista marcial mixta irlandesa que compite en la división de peso paja de Bellator MMA.

## Primeros años
Es la mediana de una familia de cinco hermanos. A los ocho años empezó a entrenarse en disciplinas como kárate, boxeo y kickboxing. Siguió practicando durante muchos años y deseaba seguir practicando artes marciales.
Cuando estaba en el instituto, dio a luz a su hijo Leon, pero el padre de éste falleció. Tuvo una educación difícil, ya que su madre se aficionó a la bebida después de que su hermano y su hermana murieran en un accidente de coche, y se quedó sin hogar muy joven.
Kavanagh llegó a ser cinco veces campeona nacional de boxeo y compitió junto a Katie Taylor en el equipo irlandés que acudió a los Campeonatos del Mundo de 2012. Pero tras perder varios combates, decidió abandonar el deporte.

## Carrera de artes marciales mixtas

### Carrera temprana
En 2015, Kavanagh llegó a la final de los Campeonatos Mundiales de la Federación Internacional de Artes Marciales Mixtas (IMMAF), donde perdió ante la luchadora canadiense Jamie Herrington cuando el árbitro intervino y detuvo el combate en el tercer asalto. Posteriormente, Herrington se puso en contacto con ella a través de Facebook para admitir que había fallado un control antidopaje y le ofreció sus disculpas.
Kavanagh hizo su debut profesional en MMA contra Hatice Özyurt en BAMMA 22: Duquesnoy vs. Loughnane el 19 de septiembre de 2015, derrotando a Ozyurt por TKO a los 17 segundos del combate.
La siguiente fue la futura luchadora de la UFC Zarah Fairn Dos Santos en BAMMA 24: Irlanda contra Inglaterra el 26 de febrero de 2016. Ganó el reñido combate por decisión dividida.
A partir de ahí, Kavanagh consiguió su tercera victoria consecutiva contra la luchadora polaca Katarzyna Sadura BAMMA 26: Saadeh vs Young, que ganó por KO en el primer asalto.
Fue recompensada con su fichaje por Bellator MMA antes de su show en Dublín a finales de 2016 y ha estado con la promoción desde entonces.

### Bellator MMA
Kavanagh hizo su debut en Bellator contra la griega Elina Kallionidou en Bellator 169 el 16 de diciembre de 2016; ganó el combate por decisión unánime. Se enfrentó a Iony Razafiarison el 24 de febrero de 2017 en Bellator 173, perdiendo por decisión unánime. Kavanagh volvió a enfrentarse a la excampeona australiana de boxeo Arlene Blencowe el 25 de agosto de 2017 en Bellator 182. Perdió la pelea por decisión dividida. Más tarde derrotó a Maria Casanova por TKO en Bellator 187 el 10 de noviembre de 2017.
Kavanagh se enfrentó a Janay Harding en Bellator 207 el 12 de octubre de 2018. Perdió el combate después de que se detuviera debido a un corte. Estaba programada para enfrentarse a Olga Rubin en Bellator 217, sin embargo, se retiró del combate debido a una lesión. Se enfrentó a Leslie Smith en su debut promocional en Bellator 224 el 12 de julio de 2019. Perdió la pelea por decisión mayoritaria. El combate contra Olga Rubin se volvió a reservar para Bellator 234 el 15 de noviembre de 2019. Ganó el combate por TKO en el segundo asalto.
Kavanagh ganó un combate contra la alemana Katharina Lehner en Bellator Milan 3 el 3 de octubre de 2020, por decisión unánime.
Kavanagh luchó por el Campeonato Femenino de Peso Pluma de Bellator contra Cris Cyborg el 12 de noviembre de 2021 en Bellator 271. Después de intercambiar en los pies, Kavanagh fue noqueada a principios de la primera ronda.
Kavanagh se enfrentó a Leah McCourt el 25 de febrero de 2022 en Bellator 275. Aunque se lesionó la rodilla durante el combate, Kavanagh ganó el combate por decisión unánime.
El sábado 25 de febrero, en el Bellator 291, se enfrentó a la neozelandesa Janay Harding, ganando el combate por decisión unánime.
Kavanagh se enfrentó a la australiana Sara Collins el 23 de septiembre de 2023 en Dublín, en el Bellator 299. Perdió el combate por decisión dividida.

## Récord en artes marciales mixtas
| Resultado | Récord | Oponente               | Método                      | Evento                            | Fecha                    | Ronda | Tiempo | Localización |
| --------- | ------ | ---------------------- | --------------------------- | --------------------------------- | ------------------------ | ----- | ------ | ------------ |
| Derrota   | 9–7    | Arlene Blencowe        | Sumisión (guillotine choke) | Bellator Champions Series Dublin  | 22 de junio de 2024      | 2     | 3:02   | Dublín       |
| Derrota   | 9–6    | Sara Collins           | Decisión (split)            | Bellator 299                      | 23 de septiembre de 2023 | 3     | 5:00   | Dublín       |
| Victoria  | 9–5    | Janay Harding          | Decisión (unánime)          | Bellator 291                      | 25 de febrero de 2023    | 3     | 5:00   | Dublín       |
| Victoria  | 8–5    | Leah McCourt           | Decisión (unánime)          | Bellator 275                      | 25 de febrero de 2022    | 3     | 5:00   | Dublín       |
| Derrota   | 7–5    | Cristiane Justino      | KO (puñetazos)              | Bellator 271                      | 12 de noviembre de 2021  | 1     | 1:32   | Hollywood    |
| Victoria  | 7–4    | Katharina Lehner       | Decisión (unánime)          | Bellator Milan 3                  | 3 de octubre de 2020     | 3     | 5:00   | Milán        |
| Victoria  | 6–4    | Olga Rubin             | TKO (puñetazos)             | Bellator 234                      | 15 de noviembre de 2019  | 2     | 4:37   | Tel Aviv     |
| Derrota   | 5–4    | Leslie Smith           | Decisión (mayoría)          | Bellator 224                      | 12 de julio de 2019      | 3     | 5:00   | Thackerville |
| Derrota   | 5–3    | Janay Harding          | TKO (corte)                 | Bellator 207                      | 12 de octubre de 2018    | 1     | 5:00   | Uncasville   |
| Victoria  | 5–2    | Maria Casanova         | TKO (puñetazos)             | Bellator 187                      | 10 de noviembre de 2017  | 1     | 0:34   | Dublín       |
| Derrota   | 4–2    | Arlene Blencowe        | Decisión (split)            | Bellator 182                      | 25 de agosto de 2017     | 3     | 5:00   | Verona       |
| Derrota   | 4–1    | Iony Razafiarison      | Decisión (unánime)          | Bellator 173                      | 24 de febrero de 2017    | 3     | 5:00   | Belfast      |
| Victoria  | 4–0    | Elina Kallionidou      | Decisión (unánime)          | Bellator 169                      | 16 de diciembre de 2016  | 3     | 5:00   | Dublín       |
| Victoria  | 3–0    | Katarzyna Sadura       | KO (puñetazos)              | BAMMA 26: Saadeh vs. Young        | 10 de septiembre de 2016 | 1     | 2:46   | Dublín       |
| Victoria  | 2–0    | Zarah Fairn Dos Santos | Decisión (split)            | BAMMA 24: Ireland vs. England     | 26 de febrero de 2016    | 3     | 5:00   | Dublín       |
| Victoria  | 1–0    | Hatice Özyurt          | TKO (puñetazos)             | BAMMA 22: Duquesnoy vs. Loughnane | 19 de septiembre de 2015 | 1     | 0:17   | Dublín       |